# Edmundo Romero Da Silva
Edmundo Dilthey Romero Da Silva (Tumbes, 23 de julio de 1951-Tumbes, 1 de abril de 2021) fue un político peruano. Fue alcalde de la provincia de Zarumilla durante tres periodos entre 1987 a 1989, 1993 a 1995 y 2011 a 2014.
Cursó sus estudios primarios y secundarios en su localidad natal. No cursó estudios superiores.
Su primera participación política se dio en las elecciones municipales de 1986 en los que fue elegido alcalde provincial de Zarumilla por el Partido Aprista Peruano. Tentó sin éxito su reelección en 1989 pero fue reelegido en las elecciones municipales de 1993. En las elecciones generales del 2001 fue candidato a congresista por Tumbes. Participó en las elecciones regionales del 2002 como candidato a la presidencia del Gobierno Regional de Tumbes por Perú Posible quedando en segundo lugar. En las elecciones municipales del 2006 tentó nuevamente sin éxito la alcaldía de la provincia de Zarumilla pero fue reelegido por segunda vez en las elecciones municipales del 2010.
Falleció en Tumbes el 1 de abril de 2021 de COVID-19 durante la pandemia de esa enfermedad.